# Jiří Velemínský
Jiří Velemínský (21. listopadu 1933 České Budějovice – 23. února 2008 Praha) byl český rostlinný genetik. Je často označován za průkopníka české rostlinné genetiky. Byl zakládajícím členem Učené společnosti ČR a zastával mnoho vysokých funkcí v rámci Akademie věd ČR.
Jiří Velemínský byl absolventem Přírodovědecké fakulty Univerzity Karlovy. V letech 1956–1960 vyučoval na tehdejším Pedagogickém institutu v Praze. Titul kandidáta věd získal v roce 1964, RNDr. v roce 1968 a doktora věd v roce 1988. Od roku 1963 byl zaměstnancem Ústavu experimentální botaniky a v letech 1990–1998 byl jeho ředitelem. Jeho vědecká práce byla zaměřena převážně na mutagenezi u rostlin.
Kromě vědecké práce jako takové byl výrazně činný i při transformaci české vědy po roce 1989. Postupně zastával několik vysokých funkcí v rámci Akademie věd ČR: na přelomu let 1992–1993 byl krátce prozatímním předsedou AV ČR do doby než proběhla první volba, v letech 1993 až 1998 byl místopředsedou vědecké rady AV ČR, v letech 2001–2005 byl místopředsedou AV ČR pro II. vědní oblast a od roku 2006 až do své smrti byl místopředsedou Grantové agentury Akademie věd ČR.
Byl členem redakčních rad několika vědeckých časopisů. Získal Čestnou medaili AV ČR De Scientia Et Humanitate Optime Meritis.
Zemřel dne 23. února 2008 ve věku 74 let. I v závěru života, navzdory svému věku a těžké nemoci, jež ho postihla, vykonával funkce, které zastával.